# Cabezón de la Sal
Cabezón de la Sal es una villa, capital municipal y municipio español de la comunidad autónoma de Cantabria. Es también la cabecera de la comarca Saja-Nansa, una unidad supramunicipal de 681 km² de superficie y una población total de 8326 habitantes.
Está situado en la hoz de Santa Lucía, horadada por el río Saja paralelamente a la sierra del Escudo de Cabuérniga. El término municipal limita al norte con los de Udías y Alfoz de Lloredo, al sur con Ruente y Mazcuerras, al este con el de Reocín y al oeste con Valdáliga.

## Toponimia
La denominación de Cabezón de la Sal proviene de la época romana, ya que «cabezón» era una medida utilizada para el comercio de sal, fuente de riqueza del lugar con importantes minas de este producto, lo cual a su vez supuso la denominación «de la Sal» a esta población a partir del siglo XVIII.
Otro posible motivo para esta denominación es la antigua torre medieval que existía donde actualmente se encuentra el Picu de la Torre; estas torres de vigilancia eran frecuentemente denominadas cabezos, por lo que sería el Cabezo del Valle de la Sal, dando lugar a Cabezón de la Sal.

## Símbolos

El escudo tiene forma ibérica o española: cuadrilongo con el borde inferior redondeado en la punta, y su descripción es la siguiente: De gules, la montaña, de oro, sumada de torre donjonada, almenada, mazonada de sable y aclarada de azur, acompañada de dos estrellas, de oro. Al timbre, corona real.

## Geografía
El municipio está situado en la zona occidental de Cantabria, dentro de la comarca de Saja-Nansa. La capital municipal se encuentra a 44 kilómetros de Santander. El término municipal está atravesado por la Autovía del Cantábrico (A-8) y por la carretera nacional N-634, entre los pK 243 y 252, además de por las carreteras autonómicas CA-135, que conecta con Comillas, CA-180, que se dirige a Cabuérniga, y por carreteras locales que permiten la comunicación entre las pedanías. 
El relieve del municipio está definido por el valle del río Saja y las montañas que lo circundan. Por el sur, se abre al Valle de Cabuérniga, tras la sierra del Escudo de Cabuérniga, que hace de límite meridional. La altitud oscila entre los 675 metros al sur (Canto Redondo), en la sierra del Escudo de Cabuérniga, y los 80 metros a orillas del río Saja. La capital municipal se alza a 128 metros sobre el nivel del mar. El principal río que atraviesa este municipio, desde el suroeste hacia el nordeste, es el río Saja, que atraviesa la Sierra del Escudo de Cabuérniga por la Hoz de Santa Lucía. 
| Noroeste: Udías              | Norte: Udías y Alfoz de Lloredo | Nordeste: Reocín y Alfoz de Lloredo |
| Oeste: Valdáliga             |                                 | Este: Reocín y Mazcuerras           |
| Suroeste: Ruente y Valdáliga | Sur: Ruente                     | Sureste: Mazcuerras                 |

### Clima
Véase también: Clima de Cantabria
Cabezón, al igual que el resto de la comunidad autónoma, tiene un clima de tipo atlántico templado y húmedo, clasificado como Cfb según la clasificación climática de Köppen.
La temperatura media anual es 14 °C y la proximidad al mar hace que la oscilación térmica esté por debajo de los 10 °C (media de las máximas 22 °C en agosto y media de las mínimas 6,5 en febrero). En cuanto a las precipitaciones, la media anual oscila entre los 1100 mm y 1400 mm, siendo el otoño la estación más lluviosa y el verano la más seca, aunque siempre con días de lluvia. La humedad media es de 760 mm y la nubosidad es siempre importante, por lo que la insolación es reducida. Los vientos dominantes son el noroeste, que suele traer lluvias, el nordeste en verano y, en menor medida, el sursudoeste, viento cálido, seco y veloz procedente de la cordillera.
| Parámetros climáticos promedio de                                     | Parámetros climáticos promedio de | Parámetros climáticos promedio de | Parámetros climáticos promedio de | Parámetros climáticos promedio de | Parámetros climáticos promedio de | Parámetros climáticos promedio de | Parámetros climáticos promedio de | Parámetros climáticos promedio de | Parámetros climáticos promedio de | Parámetros climáticos promedio de | Parámetros climáticos promedio de | Parámetros climáticos promedio de | Parámetros climáticos promedio de |
| Mes                                                                   | Ene.                              | Feb.                              | Mar.                              | Abr.                              | May.                              | Jun.                              | Jul.                              | Ago.                              | Sep.                              | Oct.                              | Nov.                              | Dic.                              | Anual                             |
| --------------------------------------------------------------------- | --------------------------------- | --------------------------------- | --------------------------------- | --------------------------------- | --------------------------------- | --------------------------------- | --------------------------------- | --------------------------------- | --------------------------------- | --------------------------------- | --------------------------------- | --------------------------------- | --------------------------------- |
| Temp. media (°C)                                                      | 9.6                               | 9.8                               | 11.3                              | 12.1                              | 14.6                              | 17.1                              | 18.9                              | 19.4                              | 18.1                              | 15.7                              | 12.2                              | 10.3                              | 14.1                              |
| Precipitación total (mm)                                              | 144                               | 118                               | 125                               | 130                               | 105                               | 71                                | 57                                | 74                                | 85                                | 127                               | 172                               | 65.4                              | 1273.4                            |
| Fuente: «Termopluviometría de Cantabria durante el periodo 1981-2010» |                                   |                                   |                                   |                                   |                                   |                                   |                                   |                                   |                                   |                                   |                                   |                                   |                                   |

### Espacios naturales
Este municipio cántabro se encuentra en la comarca del Saja.
Punto de interés geomorfológico son los llamados hundimientos de Cabezón de la Sal, en el casco urbano de la capital municipal.
El principal río que atraviesa el municipio, desde el suroeste hacia el nordeste, es el río Saja, que atraviesa la Sierra del Escudo de Cabuérniga por la Hoz de Santa Lucía. En la localidad de Casar hay un coto truchero, llamado Coto Caranceja, que se extiende, además, por los municipios de Alfoz de Lloredo y Reocín. Forma parte de la Reserva Nacional de Caza del Saja; dentro del municipio está el Lote San Cifrián, de caza mayor.
El territorio municipal está ocupado principalmente por zonas de pasto y cultivo, zonas forestales, en su mayoría plantaciones de eucalipto y zonas urbanas.
Las zonas más llanas están ocupadas por prados y, en menor medida, tierras de maíz u otros cultivos forrajeros. En estas zonas son comunes las gramíneas como el dactilo (Dactylis glomerata), la cañuela de prado (Festuca pratensis) y el vallico (Lolium perenne), mezcaldas con leguminosas como los tréboles (Trifolium pratense y Trifolium repens) o el pie de gallo (Lotus corniculatus) y otras plantas de raíz perenne y gran capacidad de rebrote como el diente de león (Taraxacum officinale), el llantén (Plantago lanceolata), la centaurea (Centaurea nigra), el botón de oro (Ranunculus acris), la acedera (Rumex acetosa), la consuelda menor (Prunella vulgaris), el lino bravo (Linum bienne) o el berro de prado (Cardamine pratensis). La mayor parte de estas praderas se formó por la colonización humana de tierras originariamente boscosas y su posterior explotación a diente o a siega. Este entorno modificado por el hombre permite la vida de pequeños mamíferos como musarañas, topos,  topillos (agreste y lusitano), ratones (común y espiguero), ratas de agua e incluso erizos y comadrejas. La avifauna, mucho más fácil de ver está compuesta por: bisbitas, trigueros, jilgueros, urracas, golondrinas, mochuelos. Entre los reptiles lagartijas, enánagos, culebras de collar, vívoras, eslizones y en las zonas más húmedas y umbrosas sapo partero, ranas bermeja.

### Flora
- Bosque de ribera de alisos, sauces y choperas.
- Parques urbanos: Cabezón y Carrejo.
- Árboles singulares: El tejo (Taxus baccata L.) de Periedo, las secuoyas de Igareda, el arbolado del Ferial y dos notables Sequoiadendron en la finca del Centro Cultural Matilde de la Torre (Cabezón de la Sal).

### Fauna
- Predominan las aves: Colirrojo real, cormoranes grandes, ánades.

## Historia
Su capital se encuentra asentado sobre un diapiro salino antaño explotado mediante la inyección en él de grandes cantidades de agua que extraían el mineral del subsuelo y que posteriormente se recogía calentándose al fuego para su evaporación y decantación de la sal. La presencia y explotación de este yacimiento evaporítico, uno de los más importantes de España, ha hecho que haya áreas del municipio con peligro de subsidencia.
Cabezón de la Sal al estar situado en el cruce de caminos hacia Asturias de Oviedo y la Ruta de los Foramontanos (hacia Campoo y Castilla) ha tenido históricamente una situación estratégica que le ha reportado ganancias económicas. Por otra parte, dicha ruta de los foramontanos fue una de las vías de repoblación durante la Reconquista.
El periodista cántabro Víctor de la Serna, estudioso del tema que vivió su infancia en esta localidad, publicó en 1956 su libro La Ruta de los Foramontanos recibiendo el Premio Nacional de Literatura.
En 1544, el Valle de Cabezón además de otros valles de Asturias de Santillana emprendieron el Pleito de los Nueve Valles, que resolvió que el Rey tendría dominio sobre estos valles frente al abolido dominio señorial. Posteriormente, en 1630 se constituyó la Provincia de los Nueve Valles, antecedente de lo que sería la provincia de Cantabria de 1778.
Más recientemente, en 1979, la villa cabezonense volvió a la actividad reivindicativa, está vez para reclamar la autonomía de Cantabria, siendo el primer ayuntamiento de la entonces provincia de Santander que lo pidiera y al que más tarde se le unieron la inmensa mayoría de consistorios cántabros.

## Demografía
Cabezón de la Sal cuenta con una población de 8280 habitantes (INE 2024).
| Gráfica de evolución demográfica de Cabezón de la Sal entre 1842 y 2021                                             |
| |
| Población de derecho según los censos de población del INE Población de hecho según los censos de población del INE |

### Localidades
Los 8326 habitantes de Cabezón de la Sal (2017) se distribuyen en:
- Bustablado, 56 habitantes, a 5 kilómetros de la capital municipal
- Cabezón de la Sal (Capital) con 5234 habitantes
- Cabrojo, 239 hab., a 5 km de la capital municipal
- Carrejo, 293 hab., a 1 km
- Casar, 821 hab., a 6 km
- Duña, 26 hab., a 5 km
- Ontoria, 543 hab., a 2 km
- Periedo, 126 hab., a 5 km
- Santibáñez, 185 hab.; a 2 km
- Vernejo, 738 hab.; a 2 km
- Virgen de la Peña, 71 hab., a 5 km

### La villa

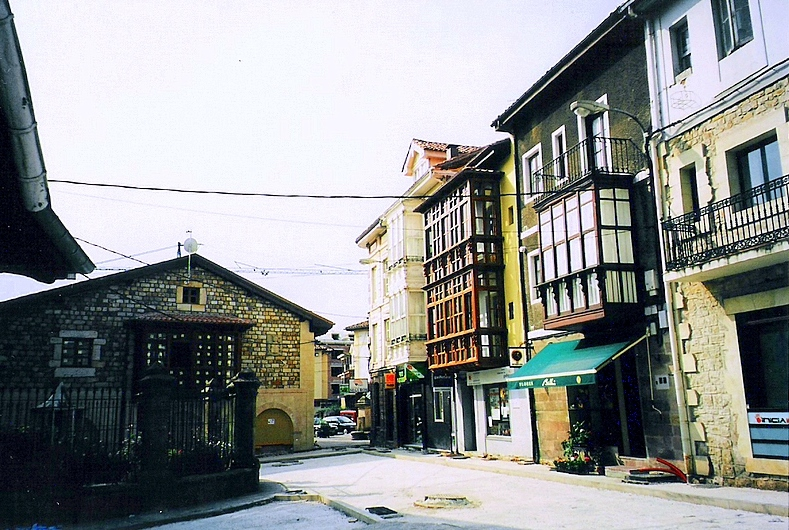
Centro histórico

La villa de Cabezón de la Sal a su vez es la capital del municipio. Está ubicada en un llano a 128 metros sobre el nivel del mar. En el año 2008 contaba con una población de 5262 habitantes (INE).
De la capital destaca el Molino de la Cabroja (siglo XVIII), que fue incluido en el Inventario General del Patrimonio Cultural de Cantabria, como Bien Inventariado, por resolución publicada en el BOC de 26 de junio de 2002), en el que se describe como un molino de río cuya función principal era la obtención de energía en una época preindustrial. En épocas posteriores se renovó su maquinaria de acuerdo con las innovaciones tecnológicas del momento. Es un conjunto de edificaciones que incluye una casa de labranza del siglo XVIII de planta cuadrada y muros de mampostería con sillería en esquinales y recercos de vanos; el molino harinero propiamente dicho, edificación de dos alturas con muros de mampostería y sillería recercando todos los vanos; un soportal que forma una «L» con el molino, dos socarrenas que se apoyan respectivamente en el soportal y en la casa a modo de construcciones auxiliares y la portalada o puerta principal del conjunto.
En el casco urbano de Cabezón de la Sal hay un punto de interés geomorfológico llamado los «Hundimientos de Cabezón de la Sal». Al ser una localidad donde se han explotado yacimientos de sal durante siglos, se han producido estos hundimientos.

## Economía

### Ganadería y agricultura
El sector primario es prácticamente nulo, aunque permanecen los usos de pastos de la Mancomunidad Campoo-Cabuérniga conjuntamente con la Hermandad de Campoo de Suso y otros municipios. La ganadería para la producción de leche mantiene cierta presencia.

### Industria y construcción
Debido a su estratégica situación geográfica, a la importancia del sector servicios y a su tradición industrial centrada en textil, muebles y cerámica, la población ha venido incrementándose continuamente durante todo el siglo XX.
A mediados del siglo XIX se instaló en Cabezón la que posiblemente fue la primera industria del municipio, la fábrica de chocolate La Selva, que cerro en los años 30. Ya en 1898 se instaló la Electra Sánchez Ramos, que posibilitaría que Cabezón de la Sal fuera la segunda localidad de Cantabria con alumbrado eléctrico, tras Santander. En los años 10 y 20 hubo una fábrica de sidra, sodas y gaseosa; su relevo lo tomó la fábrica Ambrosio Zubiaurre hasta los años 60. En los años 20 también se instaló una quesería que comercializó quesos y mantequillas bajo las marcas Alpino, Suiza Montañesa y Raygu; esta empresa fue absorbida por Arias en 1969. Finalmente, es en la misma década de los 20 cuando comienza a funcionar la fábrica Textil Santanderina (con ese nombre desde los 60), que se mantiene en la actualidad.
Igualmente es importante la construcción. Se conserva la tradición de artesanos canteros.

### Servicios
Las empresas de este sector son individuales y heterogéneas. Existe un importante comercio minorista y hostelería. Es uno de los centros comerciales del Occidente cántabro. Celebra mercadillo los sábados.

### Comunicaciones

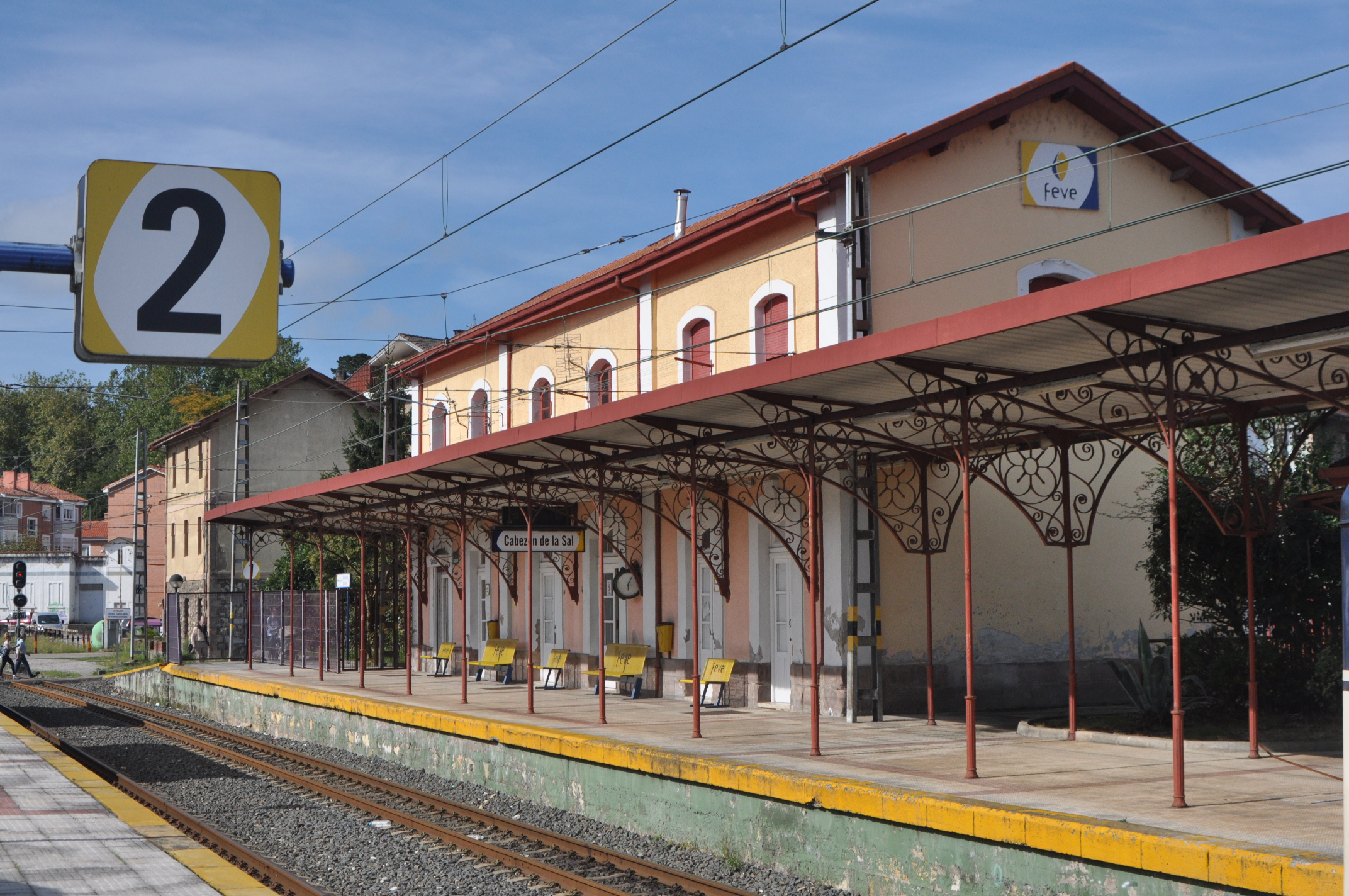
Estación de tren

El municipio es atravesado por la Autovía del Cantábrico y por la línea de ferrocarril de FEVE Santander - Oviedo, siendo Cabezón el final de la línea de cercanías que parte desde Santander.
En cuanto a medios de comunicación, cuenta con la radio Foramontanos FM y el digital Deporte de Cabezón.

## Administración y política
Desde las elecciones municipales de 2019, Víctor Manuel Reinoso Ortiz (PRC) es el alcalde de Cabezón de la Sal formando equipo de gobierno con el PSOE.
| Periodo   | Nombre                           | Partido | Partido                                  |
| --------- | -------------------------------- | ------- | ---------------------------------------- |
| 1979-1982 | Ambrosio Calzada Hernández       |         | Alianza Popular (AP)                     |
| 1982-1983 | Felipe Fernández Alonso          |         | Partido Regionalista de Cantabria (PRC)  |
| 1983-1992 | Ambrosio Calzada Hernández       |         | Alianza Popular (AP)                     |
| 1992-2007 | Santiago Ruiz de la Riva         |         | Partido Popular (PP)                     |
| 2007-2011 | Isabel Fernández Gutiérrez       |         | Partido Socialista Obrero Español (PSOE) |
| 2011-2015 | Esther Merino Portugal           |         | Partido Popular (PP)                     |
| 2015-2017 | María Isabel Fernández Gutiérrez |         | Partido Socialista Obrero Español (PSOE) |
| 2017-2023 | Víctor Manuel Reinoso            |         | Partido Regionalista de Cantabria (PRC)  |
| 2023-act. | Óscar López Soto                 |         | Partido Popular (PP)                     |

| Partido político                                     | 2023  | 2023  | 2023       | 2019  | 2019  | 2019       | 2015  | 2015  | 2015       | 2011  | 2011  | 2011       | 2007  | 2007  | 2007       |
| Partido político                                     | Votos | %     | Concejales | Votos | %     | Concejales | Votos | %     | Concejales | Votos | %     | Concejales | Votos | %     | Concejales |
| Partido Popular (PP)                                 | 1902  | 40,08 | 6          | 688   | 13,76 | 2          | 1707  | 34,32 | 5          | 2130  | 42,78 | 6          | 2019  | 38,27 | 6          |
| Partido Regionalista de Cantabria (PRC)              | 1652  | 34,81 | 5          | 1351  | 27,02 | 4          | 703   | 14,13 | 2          | 927   | 18,62 | 2          | 796   | 15,09 | 2          |
| Partido Socialista Obrero Español (PSOE)             | 844   | 17,78 | 2          | 913   | 18,26 | 3          | 868   | 17,45 | 2          | 1337  | 26,85 | 4          | 1274  | 24,15 | 4          |
| Ciudadanos (CS)                                      | —     | —     | —          | 1205  | 24,09 | 3          | —     | —     | —          | —     | —     | —          | —     | —     | —          |
| Izquierda Unida (IU)                                 | —     | —     | —          | 524   | 10,48 | 1          | 620   | 12,46 | 2          | 451   | 9,06  | 1          | —     | —     | —          |
| Leales a Cabezón (L a Cab)                           | —     | —     | —          | 210   | 4,20  | 0          | 491   | 9,87  | 1          | —     | —     | —          | —     | —     | —          |
| Cabezón Puede                                        | —     | —     | —          | —     | —     | —          | 531   | 10,68 | 1          | —     | —     | —          | —     | —     | —          |
| Progresistas de Cabezón de la Sal y Cantabria (PCSC) | —     | —     | —          | —     | —     | —          | —     | —     | —          | —     | —     | —          | 581   | 11,01 | 1          |

## Cultura

### Patrimonio

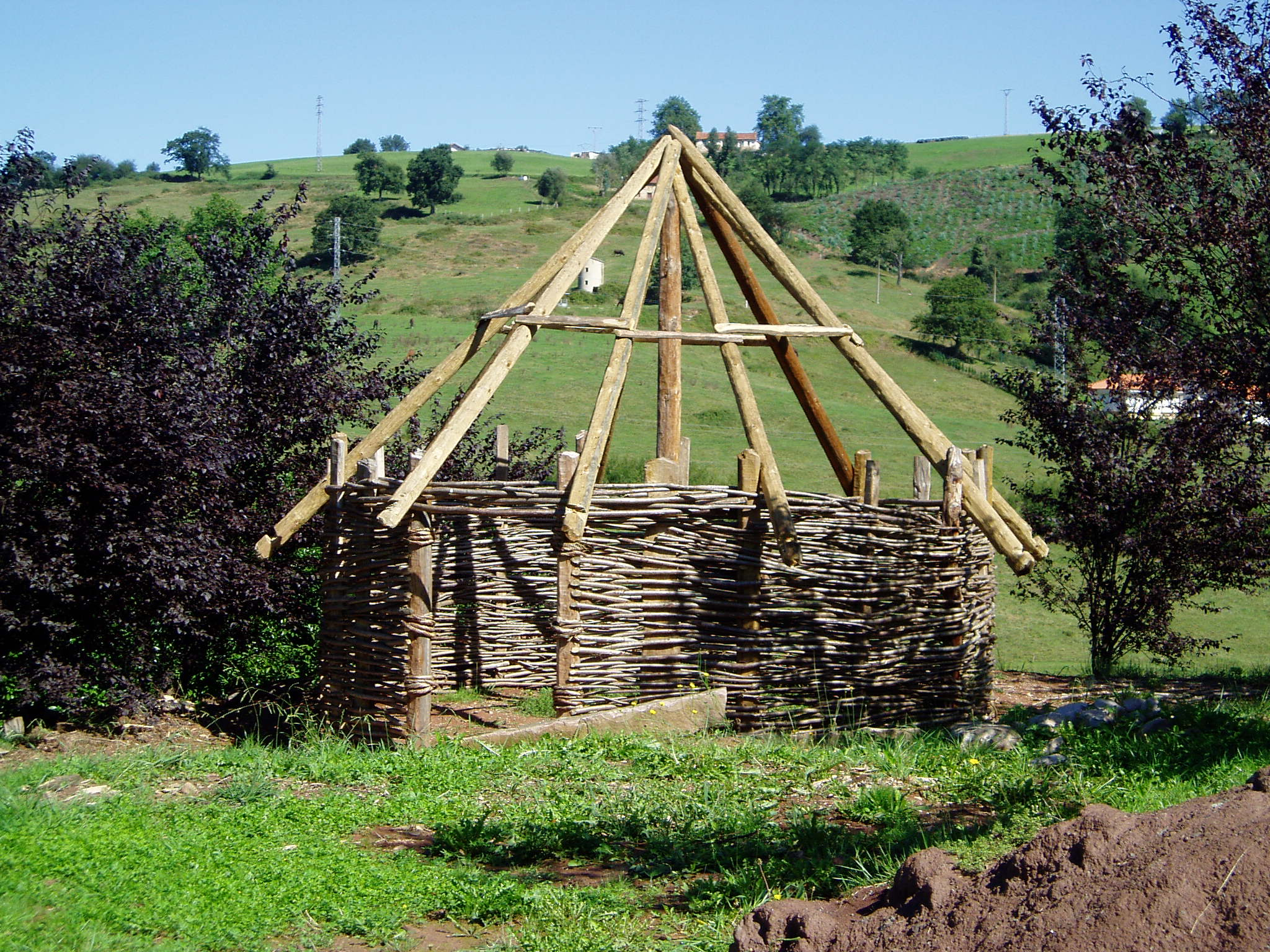
Poblado cántabro de Cabezón de la Sal

Uno es el bien de interés cultural de este municipio, con categoría de monumento:
- La Casona (actualmente el Museo de la Naturaleza), en Carrejo, con categoría de monumento catalogado.

Destaca el Palacio de la Bodega, situado en el centro del núcleo urbano. De origen neoclásico, con tres alturas, altillo y un pórtico con seis arcos de medio punto.

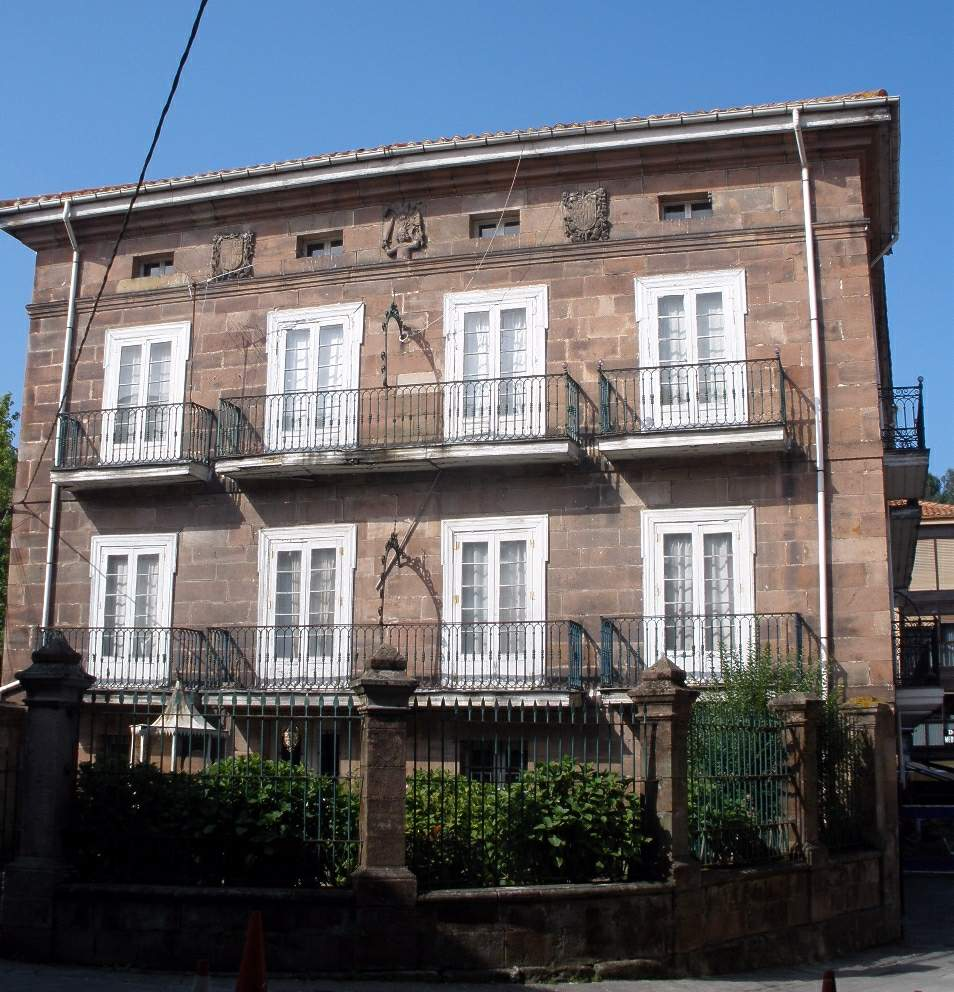
Palacio de la Bodega

Además, la Casa de Jesús de Monasterio, en Casar de Periedo, es un Bien de interés local, mientras que el Molino de La Cabroja es un Bien inventariado.
Otros elementos del patrimonio arquitectónico son:
- Iglesia parroquial de Santa Eulalia en Bustablado.
- La ermita de la Barca.

### Gastronomía
- Palucos de Cabezón, dulce elaborado con coco, azúcar, miel y huevos.
- Trucha, salmón o venado.
- También aquí puede degustarse el chuletón de vaca tudanca y el cocido montañés.

### Fiestas
Es destacado el Día de la Montaña, que desde 1967 se viene celebrando en la villa. Declarada en 1972 Fiesta de Interés Turístico Regional, se trata de una exaltación de las tradiciones populares cántabras y en ella se puede encontrar desde mercados de ganado, ferias de artesanía y productos típicos hasta actuaciones de música tradicional y el Memorial Ambrosio Calzada de bolos.